# Donald Lambert
Pour les articles homonymes, voir Lambert.
Donald Lambert, né le 12 février 1904 à Princeton (New Jersey, États-Unis), mort le 8 mai 1962 à Newark (New Jersey), est un pianiste de jazz américain, spécialiste du style stride.

## Biographie
Donald Lambert, surnommé le plus souvent « The Lamb », mais également « Jersey Rocket » et « The Lamb of God ». Apprend le piano auprès de sa mère, mais sans apprendre le solfège.
Il enregistre peu, préférant aux salles de concert se produire dans les bars et les clubs de jazz newyorkais.
Il commence des enregistrements en 1941, puis après une longue absence il retourne dans les studios en 1959 jusqu'à son décès. 
Il aime réinterpréter des thèmes de musique classique : Edvard Grieg (« Anitra's Dance »), Richard Wagner et Jules Massenet,.
Sa réputation vient de sa maîtrise du style piano stride.
Il se produit en 1960 au Newport Jazz Festival.
Il est enterré au cimetière de Princeton.

## Discographie (sélective)
- Pilgrim's Chorus / Sextette, Bluebird, 1941,
- Giant Stride - Donald Lambert At The Piano, Solo Art Records, 1962,
- Meet the Lamb, IAJRC, 1976,
- Harlem Stride Classics, Pumpkin Productions, 1977,
- Classics In Stride, Pumpkin Productions, 1980,
- Recorded 1959-1961, Storyville, 2003.